# FAVORITE
FAVORITE（フェイバリット）最初是CROSSNET有限公司旗下的成人遊戲品牌，母公司結束營運後獨自成立FAVORITE公司繼續製作發售遊戲。

## 概要
2009年5月19日，CROSSNET公司的官方網站突然的關閉，官方網站上只有宣布簡短的關閉訊息，未說明是僅關閉官方網站，還是其他遊戲開發是也受影響，已經開發的遊戲是否受影響一切都不明。2009年5月20日時Favorite的開發室腳本家水間ホシひと說明Favorite的原班人馬與部分原CROSSNET的成員轉移到Favorite，遊戲開發仍會繼續。
2019年11月22日，FAVORITE宣布與同樣原為CROSSNET一員的ωstar合作，雙方在保有各自的獨立性的同時，於宣傳和遊戲開發上會進行相互合作。

## 沿革
- 2004年5月28日FAVORITE社推出處女作「AngelWish 〜放課後の召使いにチュッ!〜」。[8]
- 2009年7月CROSSNET FAVORITE獨立，之後的作品以FAVORITE的名義開始活動。
- 2010年1月29日推出第4作的Fan disc「星空のメモリア Eternal Heart」[9]，並獲得《2010年萌系遊戲大賞》Fan disc金獎。[10]
- 2011年7月29日推出第5作「いろとりどりのセカイ」[11]，並獲得「2011年萌系遊戲大賞」的繪圖銀獎。[12]
- 2012年8月31日推出第5作的Fan disc「いろとりどりのヒカリ」[13]，並獲得「2012年萌系遊戲大賞」純愛系作品獎、Fan Disk獎共兩項金獎。[14][15]
- 2014年7月25日推出第6作「アストラエアの白き永遠」[16]，並獲得「2014年萌系遊戲大賞」的BGM金獎。[17]

## 作品一覧

### CROSSNET FAVORITE
| #    | 發行日期       | 原名                                       | 原畫             | 劇本                                                     | 中文譯名                               |
| ---- | -------------- | ------------------------------------------ | ---------------- | -------------------------------------------------------- | -------------------------------------- |
| 1    | 2004年5月28日  | AngelWish 〜放課後の召使いにチュッ!〜      | 司田カズヒロ     | 水間ホシひと、前山信頼                                   |                                        |
| 2    | 2006年4月28日  | Wiz ANNIVERSARY ウィズ アニバーサリィー    | 司田カズヒロ、GT | 伽遠蒔絵、舞浜ののか、水間ホシひと                       |                                        |
| 2 FD | 2006年8月11日  | ウィズ アニバーサリィー☆FUNTA！ feat.RURU  | 司田カズヒロ、GT | 伽遠蒔絵                                                 |                                        |
| 3    | 2007年10月26日 | はっぴぃ☆マーガレット!                     | ここのか         | 伽遠蒔絵、なかひろ、漆原雪人、蓮天、舞浜ののか、早川清子 |                                        |
| 4    | 2009年3月27日  | 星空のメモリア -Wish upon a shooting star- | 司田カズヒロ     | なかひろ                                                 | 星空的回憶 -Wish upon a shooting star- |

### FAVORITE
| #     | 發行日期      | 原名                                          | 原畫                                   | 劇本             | 中文譯名                             |
| ----- | ------------- | --------------------------------------------- | -------------------------------------- | ---------------- | ------------------------------------ |
| 4 FD  | 2010年1月29日 | 星空のメモリア Eternal Heart                  | 司田カズヒロ                           | なかひろ         | 星空的回憶 Eternal Heart             |
| 5     | 2011年7月29日 | いろとりどりのセカイ                          | 司田カズヒロ、なつめえり、GT           | 漆原雪人         | 五彩斑斕的世界                       |
| 5 FD1 | 2012年8月31日 | いろとりどりのヒカリ                          | 司田カズヒロ、なつめえり、GT           | 漆原雪人         | 五彩斑斕的曙光                       |
| 6     | 2014年7月25日 | アストラエアの白き永遠                        | 司田カズヒロ、ヒラサト、なつめえり、GT | なかひろ、保住圭 | 星辰戀曲的白色永恒                   |
| 5 FD2 | 2015年7月24日 | 紅い瞳に映るセカイ                            | 司田カズヒロ、なつめえり、GT           | 漆原雪人         | 映入紅瞳的世界                       |
| 6 FD  | 2017年1月27日 | アストラエアの白き永遠 Finale -白き星の夢-    | 司田カズヒロ、ヒラサト、なつめえり、GT | なかひろ、保住圭 | 星辰戀曲的白色永恒 终曲 -白色星之梦- |
| 7     | 2019年1月31日 | さくら、もゆ。-as the Night's, Reincarnation- | 司田カズヒロ、なつめえり               | 漆原雪人         |                                      |
| 8     | 2021年4月30日 | ハッピーライヴ ショウアップ！                 | ベコ太郎                               | 高山大河         | Happy Live Show Up!                  |
| 8 FD  | 2023年6月30日 | ハッピーライヴ ショウアップ アンコール！！    | ベコ太郎、司田カズヒロ、ヒラサト       | 高山大河         |                                      |

## 主要成員

### 社內

- 水間ホシひと - 代表。擔任導演、劇本
- 司田カズヒロ（日语：司田カズヒロ） - 角色設計、原畫。除「はっぴぃ☆マーガレット!（日语：はっぴぃ☆マーガレット!）」這作之外多次參與製作。
- 氷山あずき - CG繪製
- GT - 原畫、CG繪製。2003年3月參加~2012年11月退社。
- 井村屋あゆか - CG繪製、演出輔助。2006年6月入社。
- T - 背景。2007年12月入社。
- 塩谷はじめ - AD、宣傳。2013年4月入社。
- 半分の雫 - CG繪製。2013年6月入社。
- コーラス - 系統腳本。

### 社外
劇本
- なかひろ（日语：なかひろ） - 『星空のメモリア -Wish upon a shooting star-』『アストラエアの白き永遠』
- 漆原雪人 - 『いろとりどりのセカイ』『いろとりどりのヒカリ』『紅い瞳に映るセカイ』『さくら、もゆ。-as the Night's, Reincarnation-』

音樂
- 忍 - 『星空のメモリア -Wish upon a shooting star-』至『アストラエアの白き永遠-White Eternity-』的所有樂曲。

關聯人物
- 橋本美雪 - 歌手。演唱『星空のメモリア -Wish upon a shooting star-』的主題曲。
- eufonius - 歌手。演唱『いろとりどりのセカイ』『いろとりどりのヒカリ』的主題曲。
- 新田惠海 - 歌手。演唱『アストラエアの白き永遠』的主題曲。

## 外部連結
- CROSSNET（2009年5月19日突然封閉。）（日語）
- Favorite Official HomePage（页面存档备份，存于）（日語）
- FAVORITE的X（前Twitter）（日語）